# Кані (Росія)
Кані (рос. Кани) — село в Кулінському районі Дагестану.
Воно бере початок від маленьких аулів, що знаходились на пагорбах кругом сьогоднішнього розташування села. Різні причини змусили їх об'єднатись в одне село. Старійшини всіх цих поселень вирішили пустити двох волів і де вони ляжуть там побудувати мечеть а кругом неї нове село. Так і вибрали місце. На стінах мечеті стоїть дата 1734 рік.
Бунт 1877 року не обійшов Кані стороною. В ньому брав участь Каміль з роду Імранових. Каміля та його дружину Галлі виселили в Архангельськ. Похоронивши чоловіка, Галлі повернулася в Кані та вийшла заміж за його молодшого брата.
Був тут і знаменитий лікар-цілитель Щулумі Дівір (Сулейман). До нього приходили хворі з всіх кутків Дагестану. Він робив ліки з трав. Лікував Сулейман й ракові захворювання. Його наслідники продали книги по медицині та до сьогодні про це дуже жалкують.